# Катричовка
Катричо́вка, до ВОВ Катричёвка (укр. Катричівка) — село в Валковской городской общине Богодуховского района Харьковской области Украины.
Код КОАТУУ — 6321283005. Население по переписи 2001 г. составляет 79 (27/52 м/ж) человек.

## Географическое положение
Село Катричовка находится на правом берегу реки Мжа, на противоположном берегу расположен г. Валки, примыкает к сёлам Данильчин Кут и Пески.
Рядом с селом расположены лес Почтовый (дуб), урочище Баштово.
Рядом проходит автомобильная дорога Р-22.

## История
- 1900 — дата основания.
- В 1940 году, перед ВОВ, на хуторе Катричёвка были 68 дворов.[1]
- В 1940 году на хуторе Тарапатовка, располагавшемся южнее, были 29 дворов и две ветряные мельницы.[2]

## Экономика
- В селе при СССР были молочно-товарная (МТФ) и птице-товарная (ПТФ) фермы.